# Talang Bersemi
Talang Bersemi is een bestuurslaag in het regentschap Indragiri Hulu van de provincie Riau, Indonesië. Talang Bersemi telt 1291 inwoners (volkstelling 2010).